# Simeone Cattalinich
Simeone Cattalinich (Zara, 17 settembre 1889 – Monfalcone, 4 marzo 1977) è stato un canottiere italiano, medaglia di bronzo nella gara di otto con nel Canottaggio ai Giochi olimpici di Parigi 1924.

## Biografia
Maggiore dei fratelli Cattalinich, remava per la  Canottieri Diadora di Zara faceva parte dello stesso equipaggio vincitore della medaglia olimpica ai Giochi di Parigi 1924.

## Palmarès
| Anno | Manifestazione  | Sede   | Evento   | Risultato |
| ---- | --------------- | ------ | -------- | --------- |
| 1924 | Giochi olimpici | Parigi | Otto con | Bronzo    |